# Reza Brojerdi
Reza Brojerdi (* 1983 in Teheran, Iran) ist ein iranisch-deutscher Schauspieler und Filmproduzent.

## Leben
Brojerdi lebt seit seinem zweiten Lebensjahr in Deutschland, wo er zunächst in Melle, Niedersachsen und später in Bielefeld aufwuchs.
Er hatte Auftritte in Fernsehreihen wie Tatort, Unter Verdacht oder Notruf Hafenkante und war in der 5. Staffel der US-Serie Homeland in vier Episoden zu sehen.
2017 entstand der Film Schneeflöckchen, den Brojerdi zusammen mit Freunden entwickelte, produzierte und ins Kino brachte. Er selbst spielte eine der beiden Hauptrollen. Der Film gewann 2017 beim Ithaka Filmfestival New York und dem Cinepocalypse Filmfestival Chicago Publikumspreise und wurde mit dem Breakthrough Jury Award des Lund International Fantastic Film Festival ausgezeichnet.
2018 war er an der Seite von Christiane Paul in dem ARD-Drama Saat des Terrors in einer Hauptrolle zu sehen. In dem Kurzfilm The Manchador, einer Komödie des norwegisch-iranischen Regisseurs Kaveh Tehrani, spielte er einen iranischen Startup-Unternehmer, der sich für die Gleichberechtigung starkmacht. Im Kinofilm Abikalypse (2019) spielte Brojerdi eine Hauptrolle. In dem historischen Drama Morgen sind wir frei spielt er einen in der DDR lebenden, iranischen Dissidenten, der nach dem Sturz des Schah von Persien 1979 in seine Heimat zurückkehrt und in den Strudel der Islamischen Revolution gerät.

## Filmografie (Auswahl)
- 2009: Zink Zischke (Kurzfilm)
- 2009: Zeit der Entscheidung – Die Soap Deiner Wahl (2 Folgen)
- 2009: Mystery Challenge (Gameshow)
- 2009: Überlebensstrategien für das neue Jahrtausend (Kurzfilm)
- 2011: Notruf Hafenkante – Gefährliche Begegnung
- 2011: Unter Verdacht – Rückkehr
- 2012: Die Draufgänger – Familienbande
- 2012: Vom Traum zum Terror – München 72 (Dokumentarfilm)
- 2012: Tatort: Fette Hunde (Fernsehserie)
- 2015: Einfach Rosa – Die Hochzeitsplanerin
- 2015: Frauenherzen (Fernsehserie, 6 Episoden)
- 2015: Homeland (US-Fernsehserie, 4 Episoden)
- 2016: Einfach Rosa – Verliebt, verlobt, verboten
- 2016: Treffen sich zwei (Fernsehfilm)
- 2017: Immigration Game (Kinofilm)
- 2017: Schneeflöckchen (Kinofilm – Hauptrolle)
- 2018: Ronny & Klaid (Kinofilm)
- 2018: Der Alte (Fernsehserie)
- 2018: Der Kriminalist (Fernsehserie)
- 2018: Saat des Terrors (Fernsehfilm)
- 2018: Counterpart (US-Fernsehserie)
- 2019: Morgen sind wir frei (Kinofilm – Hauptrolle)
- 2019: The Manchador (Kurzfilm – Hauptrolle)
- 2019: Abikalypse (Kinofilm – Hauptrolle)
- 2020: Faking Bullshit (Kinofilm)
- 2021: In aller Freundschaft – Die jungen Ärzte – Ausweg (Fernsehserie)
- 2021: Tanze Tango mit mir
- 2021: Hyperland
- 2021: Familie ist ein Fest – Taufalarm
- 2024: Die schönste Bescherung (Fernsehfilm)
- 2024: Dirty Angels
- 2025: Tatort: Der Stelzenmann
- 2025: Nord bei Nordwest – Haare? Hartmann!

## Hörspiele
- 2018: Illegal von Max Annas – Regie: Uwe Schareck, DLF
- 2023: Boudicca. Die Keltenkriegerin von Anne-M. Keßel (8-teiliger Hörspiel-Podcast) – Regie: Martin Zylka, WDR[11]